# Hector Bolitho
 (juin 2025).
Si vous disposez d'ouvrages ou d'articles de référence ou si vous connaissez des sites web de qualité traitant du thème abordé ici, merci de compléter l'article en donnant les références utiles à sa vérifiabilité et en les liant à la section « Notes et références ».
Hector Bolitho est un écrivain, romancier et biographe néo-zélandais né le 28 mai 1897 à Auckland et décédé le 12 septembre 1974 au Royaume-Uni, où il a passé la majeure partie de sa vie.

## Biographie
Hector Bolitho naît en 1897. Il reçoit son éducation à Auckland, en Nouvelle-Zélande, fils de Henry et d'Ethelred Frances Bolitho. En 1919, il voyage dans les îles du Pacifique Sud, puis parcourt la Nouvelle-Zélande avec le prince de Galles en 1920.
Il vit à Sydney de 1921 à 1923, où il devient rédacteur en chef du Shakespearean Quarterly et rédacteur littéraire et critique de théâtre du Evening News.
Il voyage également en Afrique, au Canada, en Amérique et en Allemagne entre 1923 et 1924, s'installant finalement en Grande-Bretagne où il restera pour le reste de sa vie.
À son arrivée en Grande-Bretagne, il travaille en tant que journaliste indépendant. En 1927, il rédige également une introduction élogieuse au premier livre de Max Murry, ancien journaliste du Evening News et futur écrivain de romans policiers, le soixante-et-unième livre de la série Traveller's Library de Jonathan Cape.
Au début de la Seconde Guerre mondiale, il rejoint la réserve de volontaire de la Royal Air Force, en tant qu'officier du renseignement avec le grade de squadron leader, éditant le Royal Air Force Weekly Bulletin, qui devient en 1941 le Royal Air Force Journal. En 1942, il est nommé rédacteur en chef de la Coastal Command Intelligence Review.
Bolitho entreprend plusieurs tournées de conférences en Amérique entre 1938 et 1949 et revisite également l'Australie dans les années suivantes.
Dans la quarantaine, Bolitho partage sa vie et son domicile avec John Simpson, qu'il décrit comme son « secrétaire », un euphémisme courant à l'époque pour désigner un partenaire homosexuel. Simpson décède et son partenaire de longue date sera Derek Peel, officier de l'armée. Ils se rencontrent en 1949 et restent ensemble jusqu'au décès de Bolitho en 1974.
Bolitho est mentionné sous forme fictive en tant que « Hector Bolithiero » dans la nouvelle de Denton Welch, Brave and Cruel.
Le nom Bolitho est d'origine cornique.

## Ouvrages
- 1919 : The Island of Kawau
- 1919 : Tramps in the Far North
- 1920 : The Islands of Wonder
- 1920 : With the Prince in New Zealand
- Solemn Boy, Chatto & Windus, 1927, 312 p.
- 1927 : The Letters of Lady Augusta Stanley
- 1928 : Thistledown and Thunder
- 1928 : The New Zealanders
- 1929 : Judith Silver
- 1929 : The New Countries
- 1929 : The Later Letters of Lady Augusta Stanley
- (en) The Glorious Oyster : Its History in Rome and Brittain: What Various Writers and Poets Have Said in Its Praise, Horizon Press, 1929, 174 p.
- 1929 : A Very Early Victorian Christmas
- (en) Arthur Penrhyn Stanley, Albert Victor Baillie et Hector Bolitho, A Victorian Dean: A Memoir of Arthur Stanley, Dean of Westminster, with Many New and Unpublished Letters, Chatto & Windus, 1930, 311 p.
- 1930 : The Flame on Ethirdova
- 1932 : Albert the Good, a Life of the Prince Consort
- 1933 : Alfred Mond: First Baron Melchett, a Biography
- 1933 : Beside Galilée: a Diary in Palestine
- 1934 : The Prince Consort and His Brother
- 1934 : Victoria, the Widow and her Son
- 1934 : Grey Farm (avec Terence Rattigan)
- 1935 : Older People
- 1935 : The House in Half Moon Street
- 1936 : James Lyle MacKay, First Earl of Inchcape
- 1936 : Marie Tempest: A Biography
- 1937 : King Edward VIII: His Life and Reign
- 1937 : Royal Progress
- 1937 : George VI
- 1938 : Victoria and Albert
- 1938 : Further Letters of Queen Victoria
- 1938 : Victoria and Disraeli
- 1939 : The Emigrants (avec John Mulgan)
- 1939 : Roumania under King Carol
- 1940 : America Expects
- 1942 : War in the Strand
- 1943 : Combat Report
- 1946 : Not Humour in My Love
- 1946 : Task for Coastal Command
- 1947 : The Romance of Windsor Castle
- 1947 : Thirty Years
- 1948 : The Reign of Queen Victoria
- 1950 : A Biographer's Notebook
- 1951 : A Century of British Monarchy
- 1951 : Their Majesties
- 1952 : Without the City Wall (avec Derek Peel)
- 1953 : The Coronation Book of Queen Elizabeth II
- 1954 : Jinnah, Creator of Pakistan
- 1955 : A Penguin in the Eyrie
- 1956 : The Wine of the Douro
- 1957 : The Angry Neighbours
- 1957 : No 10, Downing Street
- 1961 : Gilbert Harding by His Friends
- 1962 : My Restless Years
- 1963 : The Galloping Third
- 1964 : Albert, Prince Consort
- 1967 : The Drummonds of Charing Cross (avec Derek Peel)